# Gargantilla, Mexiko
Gargantilla är en ort i Mexiko.   Den ligger i kommunen Pisaflores och delstaten Hidalgo, i den sydöstra delen av landet, 200 km norr om huvudstaden Mexico City. Gargantilla ligger 649 meter över havet och antalet invånare är 827.
Terrängen runt Gargantilla är bergig åt sydväst, men åt nordost är den kuperad. Runt Gargantilla är det ganska tätbefolkat, med 96 invånare per kvadratkilometer. Närmaste större samhälle är Tamazunchale, 17,4 km öster om Gargantilla. I omgivningarna runt Gargantilla växer i huvudsak städsegrön lövskog.